# Pannal
Pannal – wieś w Anglii, w hrabstwie North Yorkshire, w dystrykcie (unitary authority) North Yorkshire. Leży 30 km na zachód od miasta York i 289 km na północ od Londynu. Miejscowość liczy 1314 mieszkańców.